# Violeta Barrientos
Aurea Violeta Barrientos Silva (Lima, 2 de octubre de 1963) es una poeta feminista y activista por los derechos humanos y LGTBI peruana.

## Formación
Su formación inicial la realizó en la Pontificia Universidad Católica del Perú de la que egresó como Licenciada en Derecho en 1987. Luego en 1991, egresó como Bachiller en Lingüística y literatura con la Memoria: ‘Noches de Adrenalina’ de Carmen Ollé, el discurso femenino se rev(b)ela.
Sus estudios de postgrado comenzaron en Francia. Primero en la Universidad Sorbona Nueva y 8 donde obtuvo un Diploma de Estudios Avanzados (DEA) en Estudios Hispánicos y Latinoamericanos con la memoria: ‘La mujer en Los Comentarios Reales del Inca Garcilaso de la Vega’. ‘Latinoamericanismo y panamericanismo en el pensamiento de José Carlos Mariátegui’ (1993- 1994). También en la Universidad de París VIII en la que obtiene el Título de Doctora en Estudios Hispánicos y Latinoamericanos con la tesis: ‘La imagen del cuerpo en la poesía peruana contemporánea’. Estudio de la representación del cuerpo a través de la poesía peruana del siglo XX (1995-2002). Ya en Perú, egresó de la Maestría de Sociología, mención en Estudios Políticos por la Universidad Nacional Mayor de San Marcos con el Proyecto de investigación: ‘Factor religioso en la política peruana”.

## Obra poética
Su poemario “Innombrable cuerpo del deseo” por los años 80, irrumpe desde un deseo homoerótico " es el objeto deseado que en este caso está sancionado por un interdicto social . El libro nombra lo innombrable.". junto a Doris Moromisato, Jessica Morales y Esther Castañeda y que según Susana Reisz “sugieren nuevas formas alternativas de erotismo”  en un contexto espinoso a nivel social y político por el Época del terrorismo en Perú y el Autogolpe de Estado de Perú de 1992. Este poemario desde un lenguaje surrealista " Busco un lenguaje más culto y muchas imágenes elaboradas", influencia de la poesía de César Moro, se convierte en los primeros textos en abordar la temática lésbica "es un libro de amores sáficos" y cuestionar; por lo tanto, formas heteronormativas del deseo "Queríamos salir del molde creado en la generación anterior. La mayor parte de escritoras cuestionaban hablar de lo masculino o de lo femenino en poesía" Después de muchos años, se está resaltando la vigencia de sus temas; en ese sentido la ANTIFIL 2018, una propuesta alternativa a la Feria Internacional del Libro de Lima, decidió hacerle hasta ese momento el primer homenaje. 
Otra de las temáticas que aborda es el cuerpo. Es evidente en “Innombrable cuerpo del deseo” y “El jardín de las delicias”. Este último toma el nombre de una de las obras pictóricas de El Bosco que más le ha llamado la atención, y donde revela su interés por las artes plásticas. “El jardín de las delicias” construye un universo simbólico del cuerpo como centro de creación y transformación desde una mirada crítica. No se encasilla en un registro o estilo. Su obra poética muestra en general, una tendencia a la mutación constante, expresada en la concisión de sus poemas en “ Tragic/ Comic” o en lo prosaico de “ Cosas sin nombre”.

## Activismo
Paralelamente a su quehacer de escritora, ha incursionado en instituciones de actividad social. Desde que trabajó en el Programa de ayuda legal a las mujeres en el Centro de la Mujer Peruana Flora Tristán se interesó en el desarrollo social "Ahí se me metió en la cabeza la situación de la mujer y del Feminismo.". Ya en Francia, fue parte de colectivos feministas y de la disidencia sexual hasta los 90 aproximadamente que regresó al Perú. En el 2000 trabajó en proyectos de desarrollo al interior del país, y sobre el estudio de una teoría crítica del género y la sexualidad desde 2003. Hasta la fecha que es coordinadora del proyecto regional (Perú-Colombia y Chile) “Homofobia en la escuela en la Región Andina”. Proyecto contra la discriminación por orientación sexual, creado por la Global Alliance for LGBT Education (GALE) Ámsterdam. También como consultora en proyectos sobre identidad de género, diversidad sexual y educación. Actualmente, ejerce la docencia en temas de violencia, discriminación y sexualidad en universidades como la UNMSM y la PUCP.

## Publicaciones

### Obra poética
- Elixir (1991)
- El innombrable cuerpo del deseo (1992)
- Tras la puerta falsa (1994)
- El jardín de las delicias (1999)
- Tragic/Comic (2003)
- El libro de la serpiente (2004)
- Cosas sin nombre (2009)
- Las imposibles orquídeas. Antología personal. 1991-2017 (2019)

### Participación en antologías
- Voces para Lilith (2011)
- Sexo al cubo. Veintisiete relatos sobre la sexualidad femenina en el Perú escritos por mujeres, Lima, Ediciones Altazor, 2017.

### Ensayos
- Mujeres y poder de la representación en la escritura En: Pólemos, 2016.
- Construyendo una tradición poética lésbica y de «otras rarezas» en Sudamérica. En:  Ellas y nosotras, estudios lesbianos sobre literatura escrita en castellano. Elina Norandi (ed.), Madrid, Egales, 2010.
- El placer de la rebelión En: Erotismo y pornografía, ¿Cuál es el límite? CD, Andrés Caro, 2007.
- ¿Existe la poesía revolucionaria? a propósito de Alejandro Romualdo. En: Martín, Universidad Particular San Martín de Porres, Lima, agosto del 2004.
- Creación, placer y erotismo, en: Placer y erotismo, Demus, Lima, mayo del 2004.
- De esta agua no he de beber: notas sobre la literatura lésbica y gay en el Perú, en: Identidades, suplemento de El Peruano, diario oficial, mayo del 2004.
- César Moro: el surrealismo como política. En: Martín, Universidad Particular San Martín de Porres, Lima. Octubre, 2003.
- Física y metafísica de la poesía de Blanca Varela. En: Ajos y Zafiros N.º 2, Lima, 2002.
- Jorge Eduardo Eielson: la pertenencia a un cuerpo social. Ponencia para el Coloquio sobre la obra de Jorge Eduardo Eielson, Universidad Nacional Mayor de San Marcos. Lima, 2001.
- *Qué pasa en Mc Ondo?: avatares de la homosexualidad a partir de sus representaciones literarias actuales. En: De amores y luchas, UNMSM, 2000.
- Aporte de Mariátegui a la crítica literaria de las obras escritas por mujeres. En: Coloquio internacional José Carlos Mariátegui, el otro aspecto del descubrimiento, Universidad de Pau, Francia, 1993. En: Anuario Mariateguiano, enero, 1994.

También ha realizado traducciones del español al francés.